# Ascarina subfalcata
Ascarina subfalcata är en tvåhjärtbladig växtart som beskrevs av John William Moore. Ascarina subfalcata ingår i släktet Ascarina och familjen Chloranthaceae. Inga underarter finns listade i Catalogue of Life.